# شیطان رقاص
شیطان رقاص یک فیلم صامت درام عاشقانه آمریکایی محصول ۱۹۲۷ به کارگردانی فرد نیبلو و تولید شده توسط ساموئل گلدوین است.
جورج بارنز فیلمبردار برای کار خود در این فیلم، شعله جادویی و سیدی تامپسون، اولین نامزد جایزه اسکار بهترین فیلمبرداری در نخستین دوره جوایز اسکار در ۱۹۲۹ شد.
شیطان رقاص اکنون یک فیلم گمشده است.

## بازیگران
- گیلدا گری در نقش تاکلا (شیطان رقاص)
- کلیو بروک در نقش استفان آتلستان
- آنا می ونگ در نقش سادا
- سرگ تموف در نقش بپو
- مایکل واویچ در نقش حسیم
- سوجین کامی‌یاما در نقش سادیک لاما
- آن شیفر در نقش تانا
- آلبرت کونتی در نقش آرنولد گوتری
- مارتا ماتوکس در نقش ایزابل
- کالا پاشا در نقش توی
- جیمز بی. لیانگ در نقش لامای بزرگ
- ویلیام اچ. توکر در نقش لاتروپ
- کلیر دو بری در نقش آدری
- نورا سسیل در نقش جولیا
- باربارا تننت در نقش زن سفید
- هربرت اوانس (بخش جزئی سیاهی لشکر)
- جک هاروی (بخش جزئی سیاهی لشکر)
- اورا میتا (قسمت جزئی سیاهی لشکر)
- کلاریسا سلوین (قسمت جزئی سیاهی لشکر)